# دوران جت

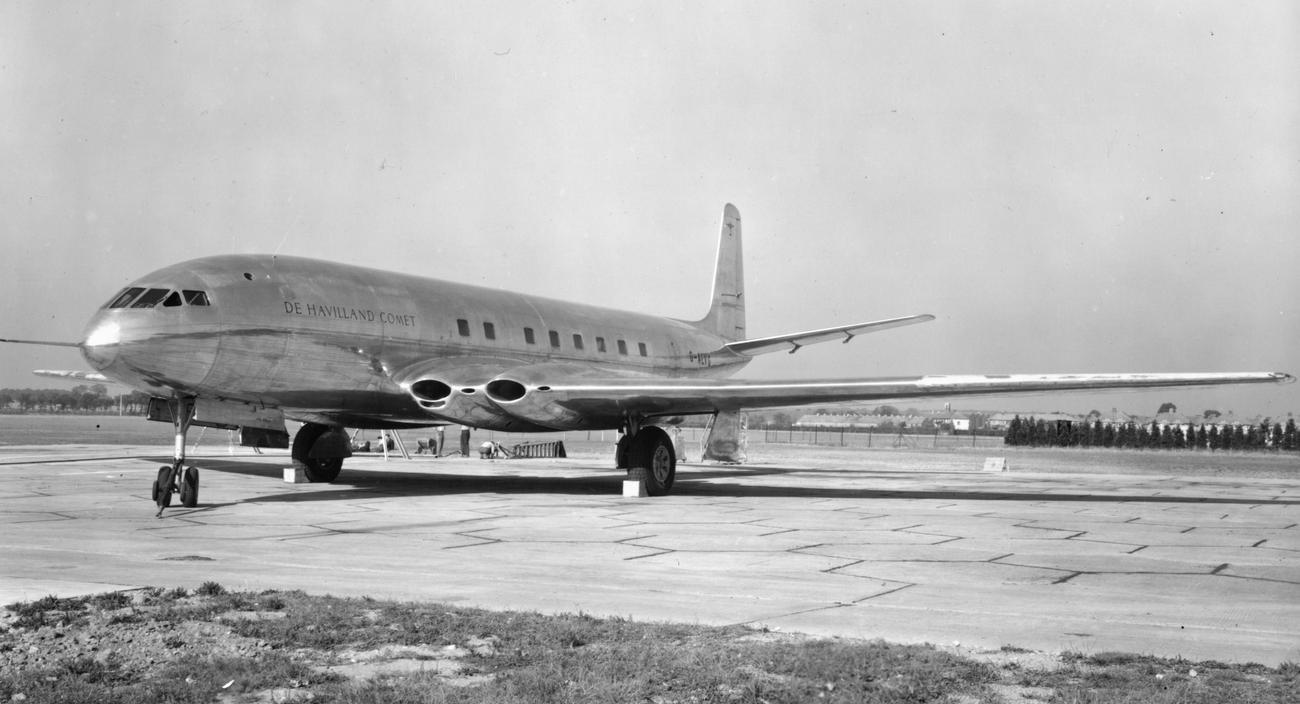
دی هویلند کامت نخستین هواپیمای جت تجاری بود که در ۹ ژانویه ۱۹۵۱ شروع به کار کرد.

دوران جت یا عصر جت (به انگلیسی:The Jet Age)، دوره‌ای در تاریخ هوانوردی است. این دوره با ظهور هواپیماهای دارای توربین جت و تغییرات اجتماعی که این رویداد به وجود آورد تعریف می‌شود.
هواپیماهای جت می‌توانستند بسیار مرتفع‌تر، سریع‌تر و دورتر از هواپیماهای ملخی (پروپلاینر) قدیمی‌تر با موتور پیستونی پرواز کنند بنابراین سفر بین قاره‌ای و درون‌قاره‌ای به‌طور قابل‌توجهی سریع‌تر و آسان‌تر شد. پس از ظهور عصر جت بود که برای نخستین بار هواپیماهایی که آمریکای شمالی را ترک می‌کردند و از اقیانوس اطلس (و بعداً اقیانوس آرام) عبور می‌کردند توانستند بدون توقف به مقصد خود پرواز کنند، و برای نخستین بار بسیاری از نقاط جهان را در طی یک روز سفری در دسترس قرار داشت. از آنجایی که هواپیماهای مسافربری بزرگ می‌توانستند مسافران بیشتری را نسبت به هواپیماهای پیستونی حمل کنند، هزینه کرایه‌های هواپیما نیز کاهش یافت (نسبت به تورم)، بنابراین افراد از طیف وسیع‌تری از طبقات اجتماعی و اقتصادی می‌توانستند هزینه سفر به خارج از کشور خود را داشته باشند.
به غیر از فناوری‌های جت، در موتورهای ملخی توربین‌محور پیشرفت‌هایی در موتور پیستونی ارائه شد که سواری نرم‌تر و بازده سوخت بهتری را ارائه می‌کرد. یکی از استثناهای تسلط هواپیماهای مسافربری بزرگ با موتور جت در این زمان، طراحی توربوپراپ ملخ‌های متقاطع-دوار بود که به تو\ولوف تو-۱۱۴ (نخستین پرواز در ۱۹۵۷) نیرو می‌داد. این هواپیمای مسافربری می‌توانست با سرعت، ظرفیت و برد جت‌های معاصر مطابقت داشته باشد یا حتی از آنان فراتر رود. با این حال، استفاده از این نوع فناوری در هواپیماهای بزرگ پس از سال ۱۹۷۶ به‌طور کامل به ارتش‌های نظامی محدود شد.
انتظار می‌رفت که معرفی هواپیمای مسافربری مافوق صوت کنکورد و حمل و نقل مافوق صوت (SST) به خدمات عادی در سال ۱۹۷۶ تغییرات اجتماعی مشابهی را به همراه داشته باشد، اما این هواپیما هرگز به موفقیت تجاری دست پیدا نکرد. پس از دو دهه و نیم خدمت، یک سانحه مرگبار در نزدیکی پاریس در جولای ۲۰۰۰ و عوامل دیگر در نهایت باعث شد که پروازهای کنکورد در سال ۲۰۰۳ متوقف شود. این تنها ضرر یک SST در خدمات غیرنظامی بود. فقط یک طرح SST دیگر در ظرفیت غیرنظامی مورد استفاده قرار گرفت یعنی توپولف تو-۱۴۴ شوروی، اما به دلیل تعمیر و نگهداری زیاد و مسائل دیگر آن هواپیما نیز از رده خارج شد. مک‌دانل داگلاس، لاکهید و بوئینگ سه تولیدکننده آمریکایی بودند که در ابتدا از دهه ۱۹۶۰ برنامه‌ریزی برای توسعه طرح‌های مختلف SST داشتند، اما این پروژه‌ها در نهایت به دلایل مختلف توسعه‌ای، هزینه‌ای و سایر دلایل عملی رها شدند.

## ریشه‌ها
اصطلاح انگلیسی «Jet Age» در اواخر دهه ۱۹۴۰ میلادی ابداع شد. در آن زمان، تنها هواپیمای تولید شده با موتور جت، انواع نظامی آن بود که بیشتر آنها هواگرد جنگنده بودند. اصطلاح عصر جت در ابتدا نشان دهنده این است که موتور جت تغییر عمیقی در علم و صنعت هوانوردی ایجاد کرده‌است. (یا ایجاد خواهد کرد)
یک دیدگاه این است که عصر جت با اختراع موتور جت در دهه‌های ۱۹۳۰ و ۱۹۴۰ آغاز شد. در تاریخ هوانوردی نظامی در سال ۱۹۴۴ با معرفی بمب افکن شناسایی آرادو آر ۲۳۴ و جنگنده مسرشمیت ام‌ئی ۲۶۲ در طول جنگ جهانی دوم آغاز شد. در هوانوردی تجاری، عصر جت در سال ۱۹۵۲ با نخستین پرواز برنامه‌ریزی شده هواپیمای د هویلند کامت به بریتانیا و در اواخر دهه با نخستین هواپیماهای جت ساخت آمریکا به عموم آمریکا معرفی شد.

## ترابری هوایی تجاری

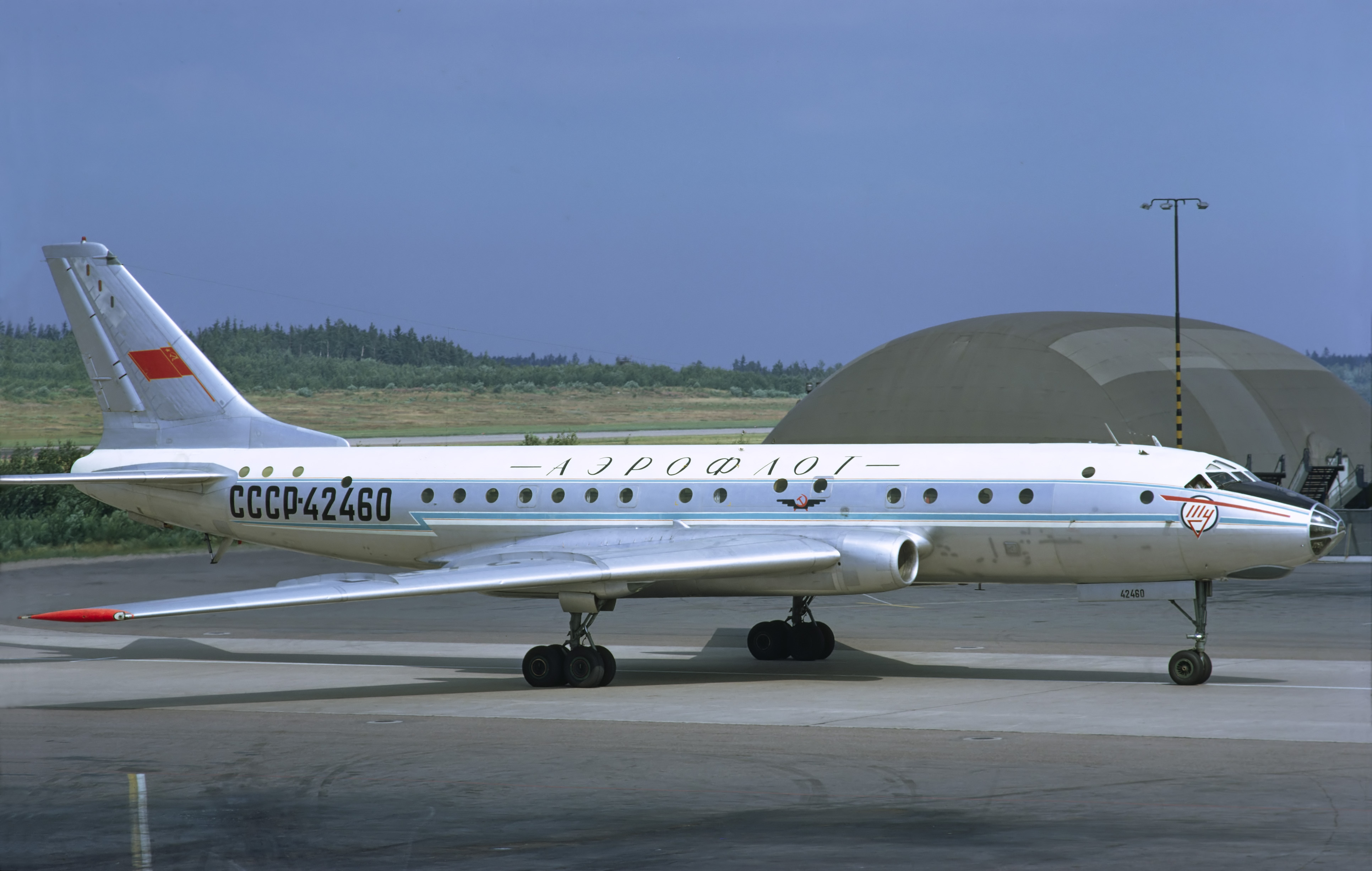
توپولف Tu-104A از "آئروفلوت" در فرودگاه آرلاندا

د هویلند کامت بریتانیا نخستین هواپیمای جتی بود که شروع به پرواز کرد (۱۹۴۹)، نخستین هواپیمای در خدمت تجاری بود (۱۹۵۲)، و نخستین هواپیمایی بود که یک سرویس معمولی فراآتلانتیکی را ارائه داد (۱۹۵۸). صد و چهارده نسخه از تمام نسخه‌های این هواپیما ساخته شد. با این حال، نخستین هواپیمای جت که خدمات پایدار و قابل اعتمادی ارائه کرد، توپولف تو-۱۰۴ شوروی بود (۲۰۱ نسخه از آن ساخته شد) که تنها هواپیمای جت در حال فعالیت در سراسر جهان بین سال‌های ۱۹۵۶ و ۱۹۵۸ بود (کامت در سال ۱۹۵۴ به دلیل مشکلات ساختاری از رقابت خارج شده بود). تولید کامت و Tu-104 بعداً توسط بوئینگ ۷۰۷ آمریکایی (که در سال ۱۹۵۸ وارد خدمت شد) و داگلاس دی سی-۸ عقب افتاد و این دو پیشی گرفتند. انواع هواپیماها دیگر این دوره شامل سود اویاسیون کاراوله فرانسه است. پس از اینکه ۷۰۷ در ۲۶ اکتبر ۱۹۵۸ در مسیر نیویورک به پاریس توسط شرکت پان امریکن شروع به کار کرد، سال ۱۹۵۹ نخستین سالی نام گرفت که مسافران فرااقیانوسی اطلس بیشتر با استفاده و از هوا تا استفاده از دریا سفر می‌کردند.
با افزایش تعداد مسافران، افزایش تعداد هواپیماهایی که از فرودگاه‌های اصلی پرواز می‌کنند غیرعملی شد. فرودگاه‌های بین‌المللی مانند فرودگاه اورلی در پاریس، فرانسه، ترمینال‌هایی را با توجه به کارایی بازرسی چمدان و پردازش گمرکی در پاسخ به افزایش تعداد مسافران ایجاد کردند. در همین هنگام بود که طراحان هواپیماهای مسافربری پهن‌پیکرتر و بزرگ‌تر را ساختند و سازندگان موتور با موتورهای بزرگ‌تر، قدرتمندتر و همچنین با مصرف سوخت کارآمدتر پیشرفت‌هایی را به وجود آوردند. نخستین «جامبو جت» بوئینگ ۷۴۷ بود که هم ظرفیت مسافران فرودگاه را افزایش داد و هم هزینه سفر هوایی. این جت تغییرات اجتماعی ناشی از عصر جت را تسریع داد.

## هوانوردی نظامی
هوانوردی نظامی کمی زودتر و در مراحل پایانی جنگ جهانی دوم وارد عصر جت شده بود. در سال‌های اولیه پس از جنگ، استفاده روزافزون از هواپیماهای جت تأثیر چندانی نداشت و عمدتاً برای ادامه پیشرفت‌های آهسته اما پیوسته در عملکرد که در گذشته مشاهده شده بود، مفید بود. پرواز مافوق صوت باعث تغییر مرحله ای در عملکرد هواپیما شد. بل X-1، نخستین هواپیمایی بود که دیوار صوتی را در پرواز همسطح شکست. این هواپیما یک نوع هواپیمای آزمایشی موشکی بود و جت‌های تولیدی که به دنبال آن وارد خدمت شدند، می‌توانستند کمی سریعتر پرواز کنند. نخستین هواپیمای جتی که از ابتدا برای پرواز مافوق صوت طراحی شد، Fairey Delta ۲ بریتانیا بود. در ۱۰ مارس ۱۹۵۶، این هواپیما نخستین هواپیمایی بود که با سرعتی بیش از ۱۰۰۰ مایل در ساعت پرواز می‌کرد و دوره ای از «جت‌های سریع» را که معمولاً توسط مواد مهندسی موجود به سرعت ۲٫۲ ماخ محدود می‌شد را بهبود می‌داد. با افزایش سرعت جت‌ها، تسلیحات آنها از گلوله به موشک تغییر کرد. سیستم‌های الکترونیکی با رادار، کنترل آتش و سایر سیستم‌ها پیچیده‌تر شدند. هواپیماها بزرگتر و گرانتر شدند و به همین دلیل مجبور شدند کارهای بیشتری انجام دهند تا اقتصادی‌تر شوند. همه این وقایع به شدت بر ماهیت استراتژی نظامی در طول جنگ سرد تأثیر گذاشت.